# Tuomas Ollila
Tuomas Ollila (Helsinki, 25 aprile 2000) è un calciatore finlandese, difensore del Paris FC e della nazionale finlandese. Ha due fratelli calciatori tra cui il gemello Akseli Ollila.

## Carriera

### Club
Nella stagione 2018 fa parte della rosa del Klubi-04, squadra riserve dell'HJK. In seguito gioca nel KTP, dove disputa due stagioni in Ykkönen, la seconda divisione finlandese. Poco prima dell'inizio della 2021, viene acquistato dall'Ilves, club militante in Veikkausliiga, con cui esordisce anche fra i professionisti.
Nel 2023 si trasferisce all'HJK.

### Nazionale
Ha giocato nelle nazionali giovanili finlandesi Under-15, Under-16, Under-17 ed Under-18.
Il 17 novembre 2022 ha esordito con la nazionale maggiore finlandese, disputando l'amichevole pareggiata per 1-1 contro la Macedonia del Nord.

## Statistiche

### Presenze e reti nei club
Statistiche aggiornate al 10 maggio 2025.
| Stagione        | Squadra         | Campionato      | Campionato | Campionato | Coppe nazionali | Coppe nazionali | Coppe nazionali | Coppe continentali | Coppe continentali | Coppe continentali | Altre coppe | Altre coppe | Altre coppe | Totale | Totale |
| Stagione        | Squadra         | Comp            | Pres       | Reti       | Comp            | Pres            | Reti            | Comp               | Pres               | Reti               | Comp        | Pres        | Reti        | Pres   | Reti   |
| --------------- | --------------- | --------------- | ---------- | ---------- | --------------- | --------------- | --------------- | ------------------ | ------------------ | ------------------ | ----------- | ----------- | ----------- | ------ | ------ |
| 2018            | Klubi 04        | Y               | 18         | 0          | CF              | 2               | 0               | -                  | -                  | -                  | -           | -           | -           | 20     | 0      |
| 2019            | KTP             | Y               | 21         | 0          | CF              | 5               | 0               | -                  | -                  | -                  | -           | -           | -           | 26     | 0      |
| 2020            | KTP             | Y               | 12         | 2          | CF              | 5               | 0               | -                  | -                  | -                  | -           | -           | -           | 17     | 2      |
| Totale KTP      | Totale KTP      | Totale KTP      | 33         | 2          |                 | 10              | 0               |                    | -                  | -                  |             | -           | -           | 43     | 2      |
| 2021            | Ilves           | V               | 11+5       | 2+2        | CF              | 3               | 0               | -                  | -                  | -                  | -           | -           | -           | 19     | 4      |
| 2022            | Ilves           | V               | 21+5       | 5+1        | CF+CdL          | 1+4             | 0               | -                  | -                  | -                  | -           | -           | -           | 31     | 6      |
| Totale Ilves    | Totale Ilves    | Totale Ilves    | 32+10      | 7+3        |                 | 8               | 0               |                    | -                  | -                  |             | -           | -           | 50     | 10     |
| 2023            | HJK             | V               | 20+4       | 5+2        | CF+CdL          | 1+5             | 0+2             | UCL+UEL+UECL       | 2+2+5              | 1+0+0              | -           | -           | -           | 39     | 10     |
| gen.-giu. 2024  | Paris FC        | L2              | 12+1       | 2          | CF              | -               | -               | -                  | -                  | -                  | -           | -           | -           | 13     | 2      |
| 2024-2025       | Paris FC        | L2              | 22         | 0          | CF              | 0               | 0               | -                  | -                  | -                  | -           | -           | -           | 22     | 0      |
| 2025-2026       | Paris FC        | L1              | 0          | 0          | CF              | 0               | 0               | -                  | -                  | -                  | -           | -           | -           | 0      | 0      |
| Totale Paris FC | Totale Paris FC | Totale Paris FC | 34+1       | 2          |                 | 0               | 0               |                    | -                  | -                  |             | -           | -           | 35     | 2      |
| Totale carriera | Totale carriera | Totale carriera | 152        | 21         |                 | 26              | 2               |                    | 9                  | 1                  |             | -           | -           | 187    | 24     |

### Cronologia presenze e reti in nazionale
| Cronologia completa delle presenze e delle reti in nazionale ― Finlandia | Cronologia completa delle presenze e delle reti in nazionale ― Finlandia | Cronologia completa delle presenze e delle reti in nazionale ― Finlandia | Cronologia completa delle presenze e delle reti in nazionale ― Finlandia | Cronologia completa delle presenze e delle reti in nazionale ― Finlandia | Cronologia completa delle presenze e delle reti in nazionale ― Finlandia | Cronologia completa delle presenze e delle reti in nazionale ― Finlandia | Cronologia completa delle presenze e delle reti in nazionale ― Finlandia |
| Data                                                                     | Città                                                                    | In casa                                                                  | Risultato                                                                | Ospiti                                                                   | Competizione                                                             | Reti                                                                     | Note                                                                     |
| ------------------------------------------------------------------------ | ------------------------------------------------------------------------ | ------------------------------------------------------------------------ | ------------------------------------------------------------------------ | ------------------------------------------------------------------------ | ------------------------------------------------------------------------ | ------------------------------------------------------------------------ | ------------------------------------------------------------------------ |
| 17-11-2022                                                               | Skopje                                                                   | Macedonia del Nord                                                       | 1 – 1                                                                    | Finlandia                                                                | Amichevole                                                               | -                                                                        | 90+1’                                                                    |
| 23-3-2023                                                                | Copenaghen                                                               | Danimarca                                                                | 3 – 1                                                                    | Finlandia                                                                | Qual. Euro 2024                                                          | -                                                                        | 74’ 78’                                                                  |
| 7-6-2024                                                                 | Glasgow                                                                  | Scozia                                                                   | 2 – 2                                                                    | Finlandia                                                                | Amichevole                                                               | -                                                                        | 68’                                                                      |
| 17-11-2024                                                               | Helsinki                                                                 | Finlandia                                                                | 0 – 2                                                                    | Grecia                                                                   | UEFA Nations League 2024-2025 - 1º turno                                 | -                                                                        | 67’                                                                      |
| 21-3-2025                                                                | Ta' Qali                                                                 | Malta                                                                    | 0 – 1                                                                    | Finlandia                                                                | Qual. Mondiali 2026                                                      | -                                                                        | 63’                                                                      |
| Totale                                                                   |                                                                          | Presenze                                                                 | 5                                                                        |                                                                          | Reti                                                                     | 0                                                                        |                                                                          |

## Palmarès

### Club

#### Competizioni nazionali
- Liigacup: 1

HJK: 2023
- Campionato finlandese: 1

HJK: 2023